# Poté
Poté es un municipio brasileño del estado de Minas Gerais. Su población estimada en 2006 es de 15.206 habitantes. El municipio está localizado en el valle del Mucuri y su territorio forma parte de la Mata Atlántica, siendo también una región rica en minerales, como la piedra caliza. 

## Hidrografía
- Río Mucuri - Del cual todos los demás ríos de la localidad son afluentes.
- Río Todos los Santos - Principal afluente del Río Mucuri, nace en Valão y pasa por Teófilo Otoni.
- Arroyo Poté
- Arroyo Santa Cruz
- Arroyo Agua Limpia
- Río Paranã
- Río Recreo
- Río Potezinho
- Río Quarta-feira
- RUI CHARLES Quinta-feira

## Carreteras
- MG-217 - Une Malacacheta a Teófilo Otoni

## Administración
- Prefecto: Gildésio Sampaio de Oliveira (Nêgo Sampaio) (2009/2012)
- Viceprefecto: José Rubens Esteves Duarte (Bina)